# Carolina Mendoza
Carolina Mendoza Hernández (Naucalpan, Estado de México, 25 de abril de 1997) es una atleta mexicana especializada en clavados.

## Biografía
Nació en una familia deportiva. Su madre es Nadia Hernández, atleta de pista y campeona nacional en los años 80, su tío paterno es Guillermo Mendoza, ciclista que compitió en los Juegos Olímpicos de México 1968. Desde niña mostró talento deportivo y se decidió por los clavados, iniciando entrenamientos en el Centro de Actividades Acuáticas de Alto Nivel en la Unidad Morelos del Instituto Mexicano del Seguro Social, en donde finalmente no siguió por el criterio de su entonces entrenador sobre su edad y la disciplina que le gustaba. Ingresó en el Centro Nacional de Desarrollo de Talentos Deportivos y Alto Rendimiento, en donde inicialmente fue rechazada inicialmente por la edad, pero su esfuerzo le garantizó un espacio.
Tras su clasificación a los Juegos Olímpicos de Londres 2012, comenzó su entrenamiento en el Centro Nacional de Alto Rendimiento bajo el mando de Jorge Carreón, en donde mostró su entrenamiento y disciplina. Por un año entrenó con el entrenador Francisco Rueda, pero desde 2018 entrena con Ma Jin.
Además de su carrera deportiva, Mendoza desea estudiar medicina.

## Carrera deportiva
A los 15 años logró calificar a los Juegos Olímpicos de Londres 2012 en la plataforma de 10 metros, siendo eliminada en la primera ronda por la obtención de 227.00 puntos. En la Serie Mundial de Clavados en Moscú de 2013 obtuvo sexto lugar en la prueba individual de plataforma 10 metros. En el Grand Prix de Bolzano de 2013, Carolina ganó medalla de oro en plataforma sincronizada de 3 metros con Alejandra Estrella.
Para los XXIII Juegos Centroamericanos y del Caribe de Barranquilla 2018, Mendoza ganó medalla de oro en el trampolín de 3 metros, haciendo el 1-2 con Paola Espinosa.